# František Mlejnecký
František Mlejnecký (10. prosince 1918 Zámostí – 26. června 2008 Norwich) byl český pilot československého, francouzského a britského letectva.

## Život

### Před druhou světovou válkou
František Mlejnecký se narodil 10. prosince 1918 v Zámostí u Rožďalovic na Nymbursku. V Rožďalovicích vychodil obecnou a měšťanskou školu, byl členem Sokola. Přihlásil se do ˇŠkoly pro odborný dorost letectva v Prostějově a stal se armádním pilotem. Sloužil u leteckého pluku v Hradci Králové.

### Druhá světová válka
Po německé okupaci v březnu 1939 opustil František Mlejnecký ilegálně Protektorát Čechy a Morava a přes Polsko se dostal do Francie, kde byl přijat do armádního letectva. Po přeškolení na tamní techniku v Chartres byl zařazen do stíhací jednotky GC II/10, kde létal na strojích Bloch MB.152 a poté do GC I/6 s letouny Morane-Saulnier MS.406. Bitvu o Francii absolvoval v jednotkách GC II/10 a II/6. Po jejím pádu v červnu 1940 se přes severní Afriku evakuoval do Spojeného království. Zde byl přijat do Royal Air Force, přeškolen na britskou leteckou techniku a po ani ne měsíčním intermezzu u 85. perutě byl v říjnu 1940 zařazen k 310. československé stíhací peruti. Zúčastnil se bitvy o Británii a první operační turnus ukončil v lednu 1943. Do července téhož roku působil v neoperační službě, kdy přelétával letadla k bojovým jednotkám. Poté nastoupil do dalšího turnusu u 313. československé stíhací perutě, následně byl převelen k 312. československé stíhací peruti, v rámci které se mj. zúčastnil podpory Operace Overlord. Druhý operační turnus zakončil v říjnu 1944 a do konce druhé světové války opět přelétával bojové letouny. Do Československa se vrátil jako příslušník 313. perutě.

### Po druhé světové válce
Po skončení druhé světové války přešel k civilnímu letectví, pracoval u vládní letky pod ministerstvem dopravy. Za zmínku stojí jeho účast na dálkovém letu strojů Mráz M-1 Sokol z Prahy do Kapského Města a zpět v roce 1947. Po komunistickém převzetí moci v roce 1948 opět odešel do exilu a vrátil se do Spojeného království. Opět působil v Royal Air Force a to do roku 1968. Svou vlast několikrát navštívil po roce 1989. Zemřel 26. června 2008 v Norwichi.

## Ocenění
- V roce 2008 byl František Mlejnecký jmenován čestným občanem města Rožďalovice